# Homoneura setitibia
Homoneura setitibia är en tvåvingeart som beskrevs av Shewell 1940. Homoneura setitibia ingår i släktet Homoneura och familjen lövflugor. Inga underarter finns listade i Catalogue of Life.